# Изарские ворота
Изарские ворота (нем. Isartor) — городские ворота в Мюнхене, наряду с Зендлингскими воротами и Карловыми воротами одни из трех сохранившихся ворот второй линии укреплений города.
Названы в честь реки Изар, дорога к которой проходит через ворота. Сама река расположена в 300 метрах от ворот. Ворота расположены на восточном выходе из старого города, в них упирается улица Таль. Через ворота проходит главная магистраль старого города, тянущаяся с запада на восток от Карловых ворот к Изарским воротам. Ворота были построены в период с 1285 года по 1347 год в рамках строительства второй крепостной стены города и были завершены в 1337 году. Над воротами была построена башня высотой 40 метров.
В 1832 году художник Бернгард Негер создал большую фреску, украшающую арку Изарских ворот, на которой изображен триумфальный въезд императора Людовика IV после его победы в битве при Мюльдорфе.
До постройки городской электрички через ворота проходила трамвайная ветка, сейчас у ворот находится остановка городской электрички, названная их именем.